# 15907 Робот
15907 Робот (15907 Robot) — астероїд головного поясу, відкритий 6 жовтня 1997 року.
Тіссеранів параметр щодо Юпітера — 3,577.